# Lars Bruhn
Karl Lars August Bruhn, född 18 mars 1918 i Uppsala, död där 21 januari 2017, var en svensk jurist som var lagman i Uppsala läns norra tingsrätt från 1977 till sin pensionering 1983.
Bruhn avlade studentexamen i Uppsala 1936 och juris kandidatexamen vid Uppsala universitet 1944. Efter tingstjänstgöring blev han fiskal i Svea hovrätt 1948 och adjungerad ledamot där 1954. Bruhn utnämndes till tingsdomare i Södertörns domsaga 30 juni 1959 och till tingsdomare i Uppsala läns södra domsaga 14 december 1962, en tjänst som 18 februari 1972 ombildades till rådman i Uppsala läns södra tingsrätt. Den 24 mars 1977 utnämndes han till lagman i Uppsala läns norra tingsrätt efter att sedan 9 januari 1975 haft ett långtidsvikariat på tjänsten. Bruhn blev riddare av Nordstjärneorden 1963. Han är begraven på Uppsala gamla kyrkogård.